# Steyr TMP
Die Steyr TMP (Tactical Machine Pistol) ist eine Maschinenpistole, die in den 1980er Jahren von Steyr Mannlicher entwickelt wurde.
Zeitgleich wurde für den zivilen Markt die halbautomatische Version Steyr SPP gebaut, die sich von der Optik her nur durch den fehlenden vorderen Griff am Gehäuse unterscheidet.
Nach dem Kauf aller Patente von Steyr wurde mit der Brügger & Thomet MP9 eine verbesserte und modernisierte Version hergestellt. Neben Zubehör wie einem QD-Schalldämpfer (Quick Detach) wurde in die MP9 unter anderem auch eine klappbare Schulterstütze integriert. Insgesamt wurden 19 Änderungen vorgenommen.